# Muralles de Girona (Modest Urgell)
Muralles de Girona és una pintura a l'oli realitzada per Modest Urgell Inglada el 1880 que actualment s'exposa al Museu d'Art de Girona.

## Descripció
Es tracta d'una composició basada en l'horitzontalitat. A primer terme hi apareix part de les muralles de Girona; al fons i a la part dreta, hi ha les siluetes de la Catedral de Girona i l'església de Sant Feliu, i a l'angle inferior dret hi apareix un voltor volant. Cromàticament, hi destaquen les gammes de verds i al cel hi combinen els colors grisos, blaus i carmins degradats amb blancs.
Està signada a l'angle inferior esquerre, on posa «Urgell».
Aquesta obra representa els mateixos fets i el mateix escenari que el quadre El setge de Girona de Ramon Martí Alsina. Modest Urgell realitzà diverses temptatives sobre aquest tema abans no presentà aquesta obra a una exposició el 1880. A Barcelona, ja n'havia presentat una de molt semblant anomenada !Gerona!, però que Urgell estava preparant per a l'Exposició de Belles Arts de Madrid del 1891. La que aquí ens ocupa és de més reduïdes dimensions i fou font d'inspiració diversos poetes i algun pintor.

## Estil
En aquesta obra, Modest Urgell s'allunya lleugerament dels preceptes realistes dels seus mestres, Ramon Martí Alsina i Gustave Courbet, per esdevenir un preludi del simbolisme. Per això se'l relaciona amb Arnold Böcklin, capdavanter d'aquest moviment, segons el qual una pintura, a més d'explicar quelcom, ha de fer pensar com una poesia i ha d'impressionar com una peça musical. Els paisatges d'Urgell són d'aquesta mena, i amb ells va assolir fam a Europa i a Amèrica.

## Exposicions rellevants
El 1880 va ser presentada a l'Exposició de Belles Arts de Girona. Modest Urgell va presentar-hi aquesta obra sota el títol: Murallas de Gerona. L'estiu del 1998 va anar a una exposició temporal sobre inconografia a la ciutat de Girona.